# Santa Teresa, Rio de Janeiro

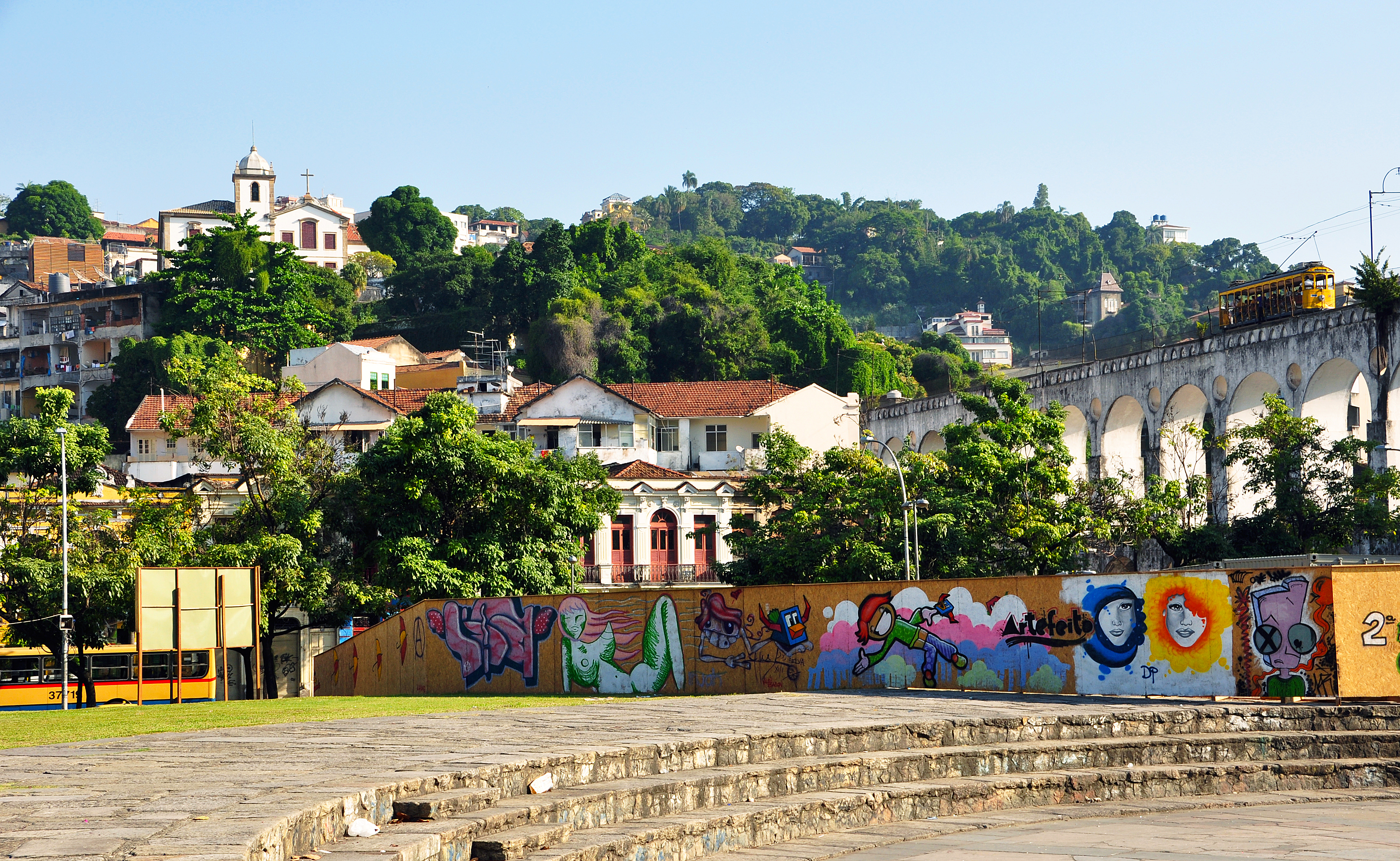

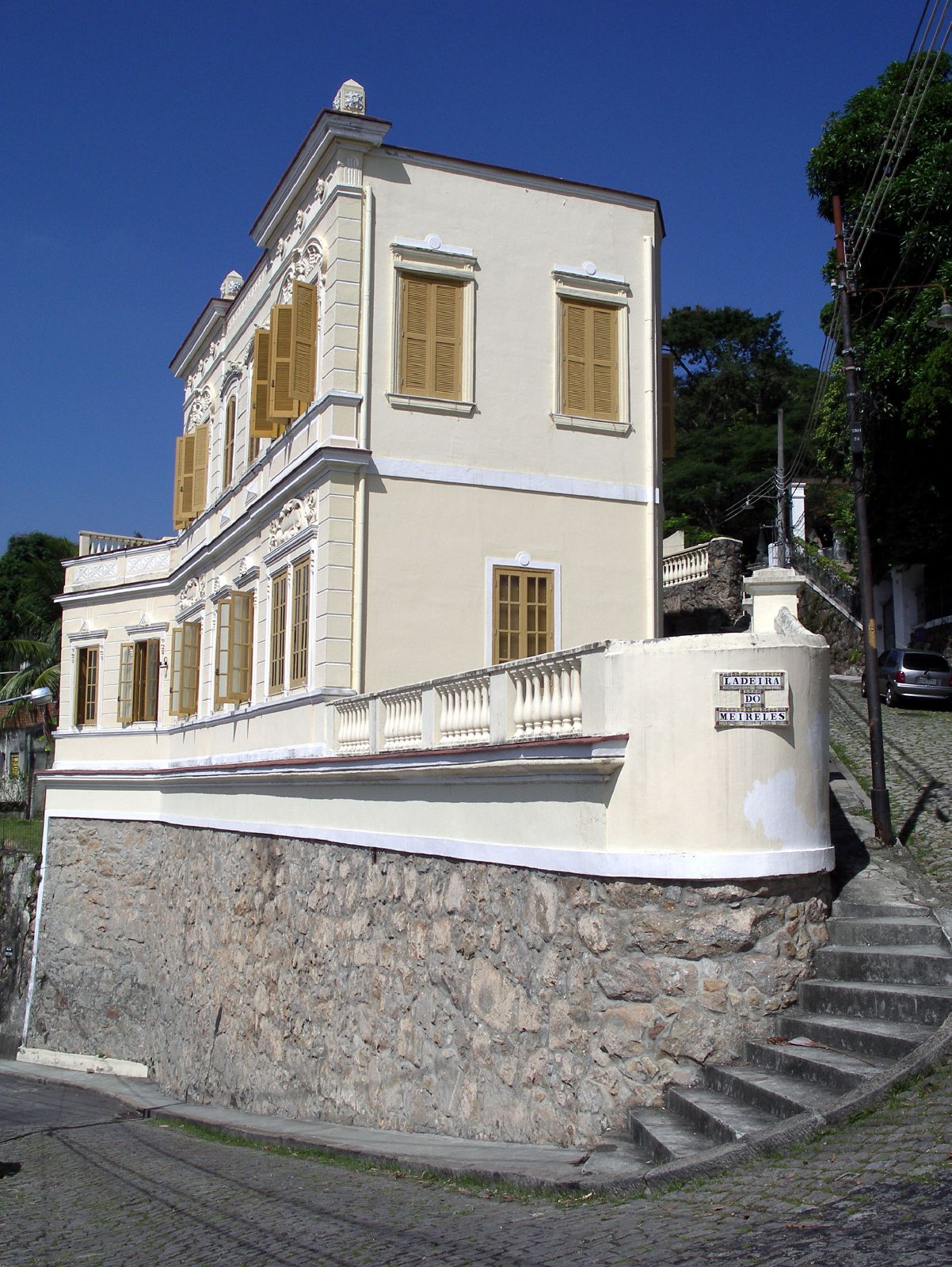

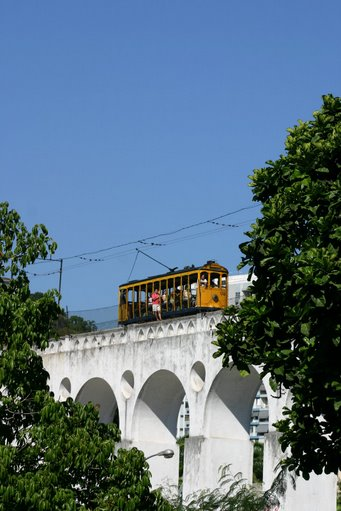
Carioca-akvedukten

Santa Teresa är en stadsdel i Rio de Janeiro, Brasilien. Den är belägen på toppen av höjden Santa Teresa nära Rios centrum och är känd för sina vindlande trånga gator vilket utgör en turistattraktion.
Stadsdelens ursprung står att finna i klostret Santa Teresa byggt 1750 på höjden Desterro. Vid sekelskiftet 1900 var det en stadsdel för överklassen vilket syna på de stora utsmyckade byggnaderna. Området är även Rio de Janeiros bohemiska område där många konstnärer levt och verkat. 
1896 gjordes Carioca-akvedukten om till en bro för Santa Teresa-spårvägen (bondinho).